# França nos Jogos Olímpicos de Verão de 2004
A França competiu nos Jogos Olímpicos de Verão de 2004, em Atenas, na Grécia.

## Desempenho

### Natação
Masculino
| Atleta(s)          | Evento       | Eliminatórias | Eliminatórias | Semifinal | Semifinal | Final       | Final       |
| Atleta(s)          | Evento       | Tempo         | Posição       | Tempo     | Posição   | Tempo       | Posição     |
| ------------------ | ------------ | ------------- | ------------- | --------- | --------- | ----------- | ----------- |
| Julien Sicot       | 50 m livre   | 22s30         | 6º Q          | 22s26     | 10º       | Não avançou | Não avançou |
| Frédérick Bousquet | 50 m livre   | 22s24         | 2º Q          | 22s29     | 12º       | Não avançou | Não avançou |
| Nicolas Rostoucher | 1500 m livre | 15min13s56    | 11º           |           |           | Não avançou | Não avançou |